# ヴォルゴグラード橋
ヴォルゴグラード橋（ヴォルゴグラードきょう、ロシア語: Волгоградский мост、またはタンチュユシー橋（タンチュユシーばし、ロシア語: Танцующий мост、ヴォルゴグラードのヴォルガ川に架かる全長2.5kmの道路橋である。ただし、川を横断する区間の長さは1,212m、市街地を横断する高架区間を含めた総延長は7.1kmであるため、この橋の全長を約7kmとする記述も散見される。

## 振動
2010年5月20日17時47分から19時30分にかけ、橋が高さ30cmから100cmに及ぶ大きな振動をし、18時30分には地元の警察官により橋の交通は一時的に遮断された。サラトフの専門家が到着するまで交通は遮断され、その後の検査で、路面や橋脚に欠陥や損傷は見られず、橋は使用可能な状態であることが確認された。振動の原因は、橋が共振状態に入ったことによる大きな風荷重であるという説が指摘された。
この事件により、この橋は地元住民からは非公式に「踊る橋」という意味から、タンチュユシー橋（Танцующий мост）と呼ばれるようになった。

## 橋の役割
ヴォルゴグラード橋は、ヴォルゴグラード交通結節点の総合開発プログラムにおける主要プロジェクトの一つであり、またロシアにおける最大級の交通インフラ施設の一つである。
ロシア科学アカデミーシステム分析研究所（ИСА РАН）の評価によれば、ヴォルゴグラードにおけるヴォルガ川渡河橋梁は、社会全体にとっても、また商業的観点からも「非常に高い効果を持つ施設」であるとされている。この新設橋により、既に交通容量の限界に達していたヴォルガ水力発電所（ヴォルジスカヤ水力発電所）のダム上の交通負荷が軽減される見込みである。
新橋梁は、連邦道路網や都市内の主要幹線道路の混雑を緩和し、中央アジア諸国、アストラハン、サラトフ各都市へのアクセス向上を目的として整備された。また、「東西交通回廊」およびヴォルガ＝ドン航路の新設に資するほか、ヴォルゴグラード州および南部連邦管区における広範な交通課題の解決に貢献するものである。

## 脚註
1. ↑  https://plus.tabiiro.jp/articles/view/688326 旅色プラス,ヨーロッパ最長！揺れすぎる橋が話題のロシア「ヴォルガ川」の魅力,2016年11月27日,2025年5月12日閲覧
2. ↑  https://jp.rbth.com/multimedia/pictures/2015/12/21/553005 ロシア・ビヨンド,思わず息をのむ、最近できたロシアの橋10選,2015年12月21日,2025年5月12日閲覧
3. ↑  https://www.webcitation.org/665lxA42V?url=http://www.volgograd.ru/news/common/2007/87633.news ,Строительство моста через Волгу продолжается,VOLGOGRAD.RU,2007年1月09日,2008年4月7日アーカイブ,2025年5月12日閲覧
4. ↑  https://www.webcitation.org/665m0m7i4?url=http://www.volgograd.ru/news/common/2006/37887.news ,При строительстве моста используются уникальные технологии,VOLGOGRAD.RU,2006年4月7日,2008年4月7日アーカイブ,2025年5月12日閲覧
5. ↑  http://www.volganet.ru/invpro04.php , Инвестиционные проекты Волгоградской области , Администрация Волгоградской области , 2008年4月7日アーカイブ,2025年5月12日閲覧